# Bisaltes chilensis
Bisaltes chilensis es una especie de escarabajo longicornio del género Bisaltes, subfamilia Lamiinae. Fue descrita científicamente por Breuning en 1939.
Se distribuye por Chile. Posee una longitud corporal de 7,5 milímetros.